# 素爾訥
素爾訥（穆麟德轉寫：surne，？—1783年），鈕祜祿氏，滿洲人，清朝政治人物、清朝戶部尚書。
曾任刑部尚書。乾隆三十五年六月丁亥，接替官保，擔任清朝戶部尚書，后改理藩院尚書。由舒赫德接任。